# 氰
氰也称氰气，旧译作𩇛，化学式为(CN)2，是碳和氮的化合物（N≡C‒C≡N）。可用于有机合成，也用作消毒、杀虫的熏蒸剂。
氰在标准状况下是无色气体，带苦杏仁气味。燃烧时呈桃红色火焰，边缘侧带蓝色。氰溶于水、乙醇、乙醚。
氰的化学性质与卤素很相似，是拟卤素（或类卤素）的一种。氰气会被还原为毒性极强的氰化物。氰加熱時与氢气反应生成氰化氢。与氢氧化钾反应生成氰化钾和氰酸钾。氰加热至400°C以上聚合成不溶性的白色固体(CN)x。
氰是草酰胺的脱水产物，是草酸衍生的腈：
H2NC(O)C(O)NH2  →  N≡C‒C≡N  +  2 H2O

## 制备
方法一：在高温下碳与氮直接化合成氰：
N2+2C -高温→ (CN)2
方法二：氰可由加热氰化汞制得：
2 Hg(CN)2 → (CN)2 + Hg2(CN)2
方法三：二价铜盐，如硫酸铜与氰化物反应产生不稳定的氰化铜，很快分解生成氰和氰化亚铜：
2 CuSO4  +  4 KCN  →  (CN)2  +  2 CuCN  +  2 K2SO4
方法四：電解融熔狀態的氰鹽：
2KCN → 2K + (CN)2
工业制备：工业上氰由氰化氢氧化得到，氧化剂和介质为氯气与活性二氧化硅催化剂或二氧化氮与铜盐。氮气与乙炔放电条件下也会产生氰。

## 反应
氰的歧化反应：
(CN)2 + 2OH− → CN− + OCN− + H2O
氰在氧气中燃烧可产生4525°C以上的高温，仅次于二氰乙炔。

## 历史
氰在 1815 年由约瑟夫·路易·盖-吕萨克合成，并命名了它且说明了氰的实验式。盖-吕萨克发明了 "cyanogène" 这个字，由希腊语 κυανός (kyanos，蓝色) 和 γεννάω (gennao，我创造)，因为氰化物就是瑞典化学家卡尔·威廉·舍勒从普鲁士蓝中分离出来的。到1850年代，摄影师们使用氰肥皂清除手中的银污渍。它在19世纪后期随着化肥工业的发展而变得重要，并且仍然是许多化肥生产中的重要中间体。氰在硝化纤维的生产中也用作稳定剂。
在1910年，哈雷彗星的光谱分析发现了彗星尾巴中含有氰，这导致公众担心地球通过尾巴时会被氰毒化。由于尾巴的极度扩散特性，当行星穿过它时，它没有任何作用。